# Liste des championnes du monde de boxe actuelles
Cette page présente la liste des championnes du monde de boxe actuelles reconnues par les quatre principales fédérations internationales de boxe anglaise professionnelle et par Ring Magazine.
Sous le nom de chaque championne est indiqué son bilan dans sa carrière professionnelle sous le format suivant : victoires-défaites-égalités-no-contests (victoires par KO).
Mise à jour : 13 janvier 2023

## Championnes actuelles

### Poids lourds (+79,4kg)
Le tableau suivant liste les championnes du monde de boxe anglaise actuelles de la catégorie des poids lourds (historique de la catégorie).
| WBA    | WBC                                             | IBF    | WBO    | Ring magazine |
| vacant | Hanna Gabriel (en) 21-2-1 (12 KO) 17 avril 2021 | vacant | vacant | vacant        |

### Poids mi-lourds (-79,4kg)
Le tableau suivant liste les championnes du monde de boxe anglaise actuelles de la catégorie des poids mi-lourds (historique de la catégorie). 
| WBA                                             | WBC    | IBF    | WBO    | Ring magazine |
| Hanna Gabriel (en) 21-2-1 (12 KO) 17 avril 2021 | vacant | vacant | vacant | vacant        |

### Poids super-moyens (-76,2kg)
Le tableau suivant liste les championnes du monde de boxe anglaise actuelles de la catégorie des poids super-moyens (historique de la catégorie).
| WBA                                                     | WBC                                                         | IBF                                                     | WBO                                                         | Ring magazine                                           |
| Franchón Crews-Dezurn (en) 8-1-0-1 (2 KO) 30 avril 2022 | Franchón Crews-Dezurn (en) 8-1-0-1 (2 KO) 13 septembre 2018 | Franchón Crews-Dezurn (en) 8-1-0-1 (2 KO) 30 avril 2022 | Franchón Crews-Dezurn (en) 8-1-0-1 (2 KO) 14 septembre 2019 | Franchón Crews-Dezurn (en) 8-1-0-1 (2 KO) 30 avril 2022 |

### Poids moyens (-72,6kg)
Le tableau suivant liste les championnes du monde de boxe anglaise actuelles de la catégorie des poids moyens (historique de la catégorie).
| WBA                                       | WBC                                           | IBF                                       | WBO                                          | Ring magazine                              |
| Claressa Shields 13-0 (2 KO) 22 juin 2018 | Claressa Shields 13-0 (2 KO) 17 novembre 2018 | Claressa Shields 13-0 (2 KO) 22 juin 2018 | Claressa Shields 13-0 (2 KO) 15 octobre 2018 | Claressa Shields 13-0 (2 KO) 13 avril 2019 |

### Poids super-welters (-69,9kg)
Le tableau suivant liste les championnes du monde de boxe anglaise actuelles de la catégorie des poids super-welters (historique de la catégorie).
| WBA                                               | WBC                                          | IBF                                          | WBO                                         | Ring magazine |
| Terri Harper (en) 13-1-1 (6 KO) 24 septembre 2022 | Natasha Jonas 13-2-1 (8 KO) 3 septembre 2022 | Natasha Jonas 13-2-1 (8 KO) 12 novembre 2022 | Natasha Jonas 13-2-1 (8 KO) 19 février 2022 | vacant        |

### Poids welters (-66,7kg)
Le tableau suivant liste les championnes du monde de boxe anglaise actuelles de la catégorie des poids welters (historique de la catégorie).
| WBA                                        | WBC                                        | IBF                                        | WBO                                        | Ring magazine                              |
| Jessica McCaskill 12-3 (5 KO) 15 août 2020 | Jessica McCaskill 12-3 (5 KO) 15 août 2020 | Jessica McCaskill 12-3 (5 KO) 15 août 2020 | Jessica McCaskill 12-3 (5 KO) 15 août 2020 | Jessica McCaskill 12-3 (5 KO) 15 août 2020 |

### Poids super-légers (-63,5kg)
Le tableau suivant liste les championnes du monde de boxe anglaise actuelles de la catégorie des poids super-légers (historique de la catégorie).
| WBA                                           | WBC                                          | IBF                                           | WBO                                           | Ring magazine                                 |
| Chantelle Cameron 17-0 (8 KO) 5 novembre 2022 | Chantelle Cameron 17-0 (8 KO) 4 octobre 2020 | Chantelle Cameron 17-0 (8 KO) 30 octobre 2022 | Chantelle Cameron 17-0 (8 KO) 5 novembre 2022 | Chantelle Cameron 17-0 (8 KO) 30 octobre 2022 |

### Poids légers (-61,2kg)
Le tableau suivant liste les championnes du monde de boxe anglaise actuelles de la catégorie des poids légers (historique de la catégorie).
| WBA                                      | WBC                                    | IBF                                    | WBO                                   | Ring magazine                          |
| Katie Taylor 22-0 (6 KO) 28 octobre 2017 | Katie Taylor 22-0 (6 KO) 1er juin 2019 | Katie Taylor 22-0 (6 KO) 28 avril 2018 | Katie Taylor 22-0 (6 KO) 15 mars 2019 | Katie Taylor 22-0 (6 KO) 1er juin 2019 |

### Poids super-plumes (-59,0kg)
Le tableau suivant liste les championnes du monde de boxe anglaise actuelles de la catégorie des poids super-plumes (historique de la catégorie).
| WBA                                           | WBC                                             | IBF                                            | WBO                                            | Ring magazine                                  |
| Alycia Baumgardner 14-1 (7 KO) 4 février 2023 | Alycia Baumgardner 14-1 (7 KO) 13 novembre 2021 | Alycia Baumgardner 14-1 (7 KO) 15 octobre 2022 | Alycia Baumgardner 14-1 (7 KO) 15 octobre 2022 | Alycia Baumgardner 14-1 (7 KO) 15 octobre 2022 |

### Poids plumes (-57,2kg)
Le tableau suivant liste les championnes du monde de boxe anglaise actuelles de la catégorie des poids plumes (historique de la catégorie).
| WBA                                          | WBC                                          | IBF                                             | WBO                                             | Ring magazine                                   |
| Amanda Serrano 44-2-1 (30 KO) 4 février 2023 | Amanda Serrano 44-2-1 (30 KO) 4 février 2021 | Amanda Serrano 44-2-1 (30 KO) 24 septembre 2022 | Amanda Serrano 44-2-1 (30 KO) 13 septembre 2019 | Amanda Serrano 44-2-1 (30 KO) 24 septembre 2022 |

### Poids super-coqs (-55,3kg)
Le tableau suivant liste les championnes du monde de boxe anglaise actuelles de la catégorie des poids super-coqs (historique de la catégorie).
| WBA                                               | WBC                                                | IBF                                             | WBO                                                 | Ring magazine |
| Mayerlin Rivas (en) 17-4-2 (11 KO) 7 février 2020 | Yamileth Mercado (en) 20-3 (5 KO) 16 novembre 2019 | Cherneka Johnson (en) 15-1 (6 KO) 20 avril 2022 | Ségolène Lefebvre (en) 16-0 (1 KO) 20 novembre 2021 | vacant        |

### Poids coqs (-53,5kg)
Le tableau suivant liste les championnes du monde de boxe anglaise actuelles de la catégorie des poids coqs (historique de la catégorie).
| WBA                                          | WBC                                             | IBF                                    | WBO                                          | Ring magazine |
| Nina Hughes (en) 5-0 (2 KO) 26 novembre 2022 | Yulihan Luna (en) 24-3-1 (4 KO) 31 octobre 2020 | Ebanie Bridges 8-1 (3 KO) 26 mars 2022 | Dina Thorslund (en) 18-0 (7 KO) 25 juin 2021 | vacant        |

### Poids super-mouches (-52,2kg)
Le tableau suivant liste les championnes du monde de boxe anglaise actuelles de la catégorie des poids super-mouches (historique de la catégorie).
| WBA                                    | WBC                                         | IBF                                                  | WBO                                        | Ring magazine |
| Clara Lescurat 8-0 (3 KO) 26 juin 2022 | Asley Gonzalez 15-2 (7 KO) 1er octobre 2022 | Micaela Milagros Lujan 11-1-1 (3 KO) 30 janvier 2021 | Mizuki Hiruta 4-0 (0 KO) 1er décembre 2022 | vacant        |

### Poids mouches (-50,8kg)
Le tableau suivant liste les championnes du monde de boxe anglaise actuelles de la catégorie des poids mouches (historique de la catégorie).
| WBA                                     | WBC                                     | IBF                                           | WBO                                                   | Ring magazine                           |
| Marlen Esparza 12-1 (1 KO) 8 avril 2022 | Marlen Esparza 12-1 (1 KO) 19 juin 2021 | Arely Mucino 32-3-2-1 (11 KO) 29 octobre 2022 | Gabriela Celeste Alaniz (en) 14-0 (6 KO) 18 juin 2022 | Marlen Esparza 12-1 (1 KO) 8 avril 2022 |

### Poids mi-mouches (-49,0kg)
Le tableau suivant liste les championnes du monde de boxe anglaise actuelles de la catégorie des poids mi-mouches (historique de la catégorie).
| WBA                                                     | WBC                                            | IBF                                        | WBO                                        | Ring magazine |
| Maria Guadalupe Bautista 21-11-2 (4 KO) 3 décembre 2022 | Jessica Nery Plata 29-2 (3 KO) 13 janvier 2023 | Yokasta Valle 27-2 (9 KO) 27 novembre 2022 | Yokasta Valle 27-2 (9 KO) 27 novembre 2022 | vacant        |

### Poids pailles (-47,6kg)
Le tableau suivant liste les championnes du monde de boxe anglaise actuelles de la catégorie des poids pailles (historique de la catégorie).
| WBA                                           | WBC                                            | IBF                                        | WBO                                             | Ring magazine |
| Seniesa Estrada (en) 23-0 (9 KO) 20 mars 2021 | Tina Rupprecht (en) 11-0-1 (3 KO) 16 juin 2018 | Yokasta Valle (en) 27-2 (9 KO) 4 août 2019 | Yokasta Valle (en) 27-2 (9 KO) 8 septembre 2022 | vacant        |